# ジョハン・バレンシア
ジョハン・マヌエル・バレンシア・ヒメネス (Jhojan Manuel Valencia Jiménez , 1996年7月27日 - )は、コロンビア・バジェ・デル・カウカ県サンティアゴ・デ・カリ出身のサッカー選手。プリメーラ・ディビシオン・ウニベルシダ・カトリカ所属。ポジションはMF。

## クラブ経歴
2015年に地元のデポルティーボ・カリのトップチームに昇格。5月11日のオンセ・カルダス戦でプロデビュー。2016年シーズンは不出場に終わり、2017年シーズンはローン移籍でククタ・デポルティーボFCでプレー。更に2018年から2シーズンプレーしたユニオン・マグダレナで大きく成長。正式に復帰した2020年シーズンより主力選手として定着し、2021年シーズンはリーグ優勝に貢献した。
2022年1月14日、オースティンFCと3年契約を締結したことが発表された。
2025年、ウニベルシダ・カトリカに移籍した。